# 제소팔레나
제소팔레나(이탈리아어: Gessopalena)는 이탈리아 아브루초주 키에티도에 있는 코무네이다.

## 자매 도시
- 이탈리아 포르토산조르조
- 이탈리아 쿠프라몬타나
- 벨기에 상브르빌